# My Secret Terrius
My Secret Terrius (en hangul, 내 뒤에 테리우스; romanización revisada, Nae dwie teriwooseu), es una serie de televisión surcoreana emitida desde el 27 de septiembre hasta el 15 de noviembre de 2018 a través de MBC. Está protagonizada por So Ji-sub, Son Ho Jun, Im Se-mi y Jung In-sun.

## Sinopsis
Cuando una madre soltera de gemelos llamada Go Ae-rin pierde a su marido Cha Jung-il, junto a su misterioso vecino Kim Bon, que resulta ser un legendario agente de operaciones negras del Servicio Nacional de Inteligencia "NIS", descubren la verdad detrás de la participación de su esposo en una gran conspiración. Muy pronto ambos se ven atrapados en ella.

## Reparto

### Personajes principales[7]
| Actor       | Personaje        | Ocupación                                                       | Episodios | Duración |
| ----------- | ---------------- | --------------------------------------------------------------- | --------- | -------- |
| So Ji-sub   | Kim Bon (Terius) | Agente de Black Ops del Servicio Nacional de Inteligencia (NIS) | 16        | 2018     |
| Jung In-sun | Go Ae-rin        | -                                                               | 16        | 2018     |
| Son Ho-jun  | Jin Yong-tae     | ex-Estafador                                                    | 16        | 2018     |
| Im Se-mi    | Yoo Ji-yeon      | Agente del Servicio Nacional de Inteligencia (NIS)              | -         | 2018     |

### Personajes secundarios
| Actor         | Personaje      | Ocupación                                                                   | N.º de episodios | Duración |
| ------------- | -------------- | --------------------------------------------------------------------------- | ---------------- | -------- |
| Um Hyo-sup    | Shim Woo-cheol | Jefe y Agente del Servicio Nacional de Inteligencia (NIS)                   | -                | 2018     |
| Seo Yi-sook   | Kwon Yeong-sil | Segunda al mando y Subdirectora del Servicio Nacional de Inteligencia (NIS) | 16               | 2018     |
| Kim Sung-joo  | Ro Da-woo      | Hacker y Agente del Servicio Nacional de Inteligencia (NIS)                 | -                | 2018     |
| Kim Yeo-jin   | Shim Eun-ha    | Jefa y Agente del Sistema de Información Kingcastle (KIS)                   | -                | 2018     |
| Kang Ki-young | Kim Sang-ryeol | Agente del Sistema de Información Kingcastle (KIS)                          | 16               | 2018     |
| Jung Si-ah    | Bong Sun-mi    | Agente del Sistema de Información Kingcastle (KIS)                          | -                | 2018     |

### Otros personajes
| Actor           | Personaje                          | Ocupación              | N.º de episodios | Duración |
| --------------- | ---------------------------------- | ---------------------- | ---------------- | -------- |
| Yang Dong-geun  | Cha Jung-il                        | Esposo de Go Ae-rin    | -                | 2018     |
| Kim Gun-woo     | Cha Jun-soo                        | Hijo de Go Ae-rin      | -                | 2018     |
| Ok Ye-rin       | Cha Joon-hee                       | Hija de Go Ae-rin      | -                | 2018     |
| Hwang Ji-ah     | Jo Seo-hyun                        | -                      | -                | 2018     |
| Lee Joo-won     | Jo Seung-hyun                      | -                      | -                | 2018     |
| Kim Dan-woo     | Han Yoo-ra                         | -                      | -                | 2018     |
| Oh Han-kyul     | Kim Seung-gi                       | Hijo de Kim Sang-ryeol | -                | 2018     |
| Jasper Cho      | Steven Kim ("K" / “The Magician”)  | Francotirador          | -                | 2018     |
| Lee Hyun-geol   | Park Soo-il                        | -                      | -                | 2018     |
| Kim Byeong-ok   | Yoon Choon-sang                    | -                      | -                | 2018     |
| Park Soon-cheon | Lee Ji-sook                        | -                      | -                | 2018     |
| Park Ji-hyun    | Clara Choi                         | -                      | -                | 2018     |
| Lee Seung-woo   | Kim Ji-hoon                        | -                      | -                | 2018     |
| Shin Soo-jung   | Madre de Min-jun, vecina de Ae-rin | -                      | -                | 2018     |
| Lee Min-jae     | Estudiante                         | -                      | -                | 2018     |

### Apariciones especiales
| Actor          | Personaje      | Ocupación                                              | Episodio donde apareció | Ref.   |
| -------------- | -------------- | ------------------------------------------------------ | ----------------------- | ------ |
| Lee Jun-hyeok  | -              | Chamán                                                 | 11                      |        |
| Kim Myung-soo  | Moon Sung-soo  | Jefe de la Seguridad Nacional en la Casa Azul          | -                       |        |
| Nam Gyu-ri     | Choi Eun-kyung | Física Nuclear de Corea del Norte / exnovia de Kim Bon | -                       | [ 19 ] |
| Ha Do-kwon     | -              | Investigador Privado                                   | -                       |        |
| Jung Young-joo | -              | Exasistente en la Asamblea Nacional                    | -                       | [ 20 ] |

## Recepción

### Audiencia
| Ep. # | Fecha de estreno         | Share    | Share | Share    | Share |
| Ep. # | Fecha de estreno         | TNMS     | TNMS  | AGB      | AGB   |
| Ep. # | Fecha de estreno         | Nacional | Seúl  | Nacional | Seúl  |
| ----- | ------------------------ | -------- | ----- | -------- | ----- |
| 1     | 27 de septiembre de 2018 | 6.8 %    |       | 6.9 %    | 7.5 % |
| 2     | 27 de septiembre de 2018 | 8.4 %    |       | 7.6 %    | 8.7 % |
| 3     | 27 de septiembre de 2018 | 6.3 %    |       | 6.1 %    | 7.2 % |
| 4     | 27 de septiembre de 2018 | 5.8 %    |       | 6.1 %    | 7.4 % |
| 5     | 3 de octubre de 2018     |          |       |          |       |
| 6     | 3 de octubre de 2018     |          |       |          |       |
| 7     | 4 de octubre de 2018     |          |       |          |       |
| 8     | 4 de octubre de 2018     |          |       |          |       |

## Producción
Fue creada por Kang Dae-sun y es dirigida por Park Sang-hun, cuenta con la escritora Oh Ji-young, mientras que la producción estará a cargo de Namkoong Sung-woo, con los productores ejecutivos Kang Dae-sun y Yoo Byung-sul. Originalmente los papeles principales se les fueron ofrecidos a las actrices Lee Yoo-young y Yoo In-na, sin embargo ambas declinaron las propuestas.
La primera lectura del guion fue realizada en junio del 2018 en el MBC Broadcasting Station en Sangam, Corea del Sur.
El 9 de agosto del mismo año, con la primera filmación en el set, el equipo de producción y los actores realizaron una ceremonia espiritual para desearle éxito al drama y traer buenas fortunas.